# Partido Liberal (Japón, 1881)

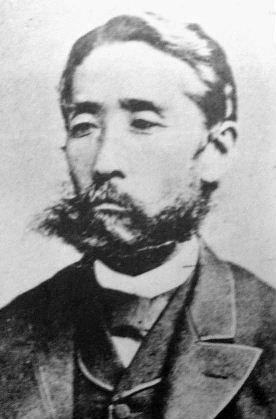
Itagaki Taisuke, líder del Partido Liberal.

El primer Partido Liberal (自由党 Jiyūtō?) japonés fue formado en 1881 por Itagaki Taisuke, luego que del Aikokusha se disolviera tras su derrota por el Partido Conservador de Japón de Itō Hirobumi.
El partido era tradicionalmente liberal y de izquierda y basado en los ideales republicanos franceses y las políticas de Rousseau. Fue compuesto en su mayoría de antiguos samuráis descontentos debido a que ya no eran una clase privilegiada y no recibían estipendios del gobierno. El partido abogaba por el sufragio de los samuráis y de una asamblea electa en cada prefecturas. Se disolvió a finales de la década de 1880 y se dividió en el Partido Liberal Constitucional y el Partido Constitucional Progresista.